# Kevin James
Kevin James, geboren als Kevin George Knipfing, (Stony Brook (New York), 26 april 1965) is een Amerikaans komiek en acteur. Zijn bekendheid dankt hij vooral aan zijn rol als Doug Heffernan in The King of Queens en aan zijn rol als Albert in de Will Smith-film Hitch. Sinds 2004 is hij getrouwd met Steffiana de la Cruz. Het echtpaar heeft samen drie dochters en een zoon.

## Filmografie

### Film
| Jaar | Titel                                     | Rol                   | Opmerkingen                      |
| ---- | ----------------------------------------- | --------------------- | -------------------------------- |
| 2002 | Pinocchio                                 | Mangiafuoco           | Stem Engelse versie              |
| 2004 | 50 First Dates                            | Factory Worker        |                                  |
| 2005 | Hitch                                     | Albert                |                                  |
| 2006 | Monster House                             | Officer Landers       | Stem                             |
| 2006 | Grilled                                   | Dave                  |                                  |
| 2006 | Barnyard                                  | Otis                  | Stem                             |
| 2007 | I Now Pronounce You Chuck & Larry         | Larry Valentine       |                                  |
| 2007 | Elmo's Christmas Countdown                | Santa Claus           |                                  |
| 2009 | Paul Blart: Mall Cop                      | Paul Blart            | Hoofdrol, schrijver en producent |
| 2010 | 2010 Kids' Choice Awards                  | Zichzelf              | Presentator                      |
| 2010 | Grown Ups                                 | Eric Lamonsoff        |                                  |
| 2010 | The Simpsons                              | Bobby Knights Newman  | Stem (seizoen 22, aflevering 9)  |
| 2011 | The Dilemma                               | Nick Brannen          |                                  |
| 2011 | Zookeeper                                 | Griffin Keyes         |                                  |
| 2012 | Hotel Transylvania                        | Frankenstein          | Stem                             |
| 2012 | Here Comes the Boom                       | Scott Voss            |                                  |
| 2013 | Grown Ups 2                               | Eric Lamonsoff        |                                  |
| 2015 | Paul Blart: Mall Cop 2                    | Paul Blart            |                                  |
| 2015 | Little Boy                                | Dr. Fox               |                                  |
| 2015 | Pixels                                    | President Will Cooper |                                  |
| 2015 | Hotel Transylvania 2                      | Frankenstein          | Stem                             |
| 2016 | True Memoirs of an International Assassin | Sam Larson            |                                  |
| 2017 | Sandy Wexler                              | Ted Rafferty          |                                  |
| 2018 | Hotel Transylvania 3                      | Frankenstein          | Stem                             |
| 2020 | Becky                                     | Dominick              |                                  |
| 2020 | Hubie Halloween                           | Sergeant Steve Downey |                                  |
| 2022 | Home Team                                 | Sean Payton           |                                  |

### Televisie
| Jaar      | Titel                      | Rol                          | Opmerkingen      |
| --------- | -------------------------- | ---------------------------- | ---------------- |
| 1996–1999 | Everybody Loves Raymond    | Kevin Daniels/Doug Heffernan | 8 afleveringen   |
| 1998–2007 | The King of Queens         | Doug Heffernan               | 206 afleveringen |
| 1999      | Becker                     | Doug Heffernan               | 1 aflevering     |
| 1999      | Martial Law                | Dallas Hampton               | 1 aflevering     |
| 2001      | Arli$$                     | Kevin                        | 1 aflevering     |
| 2007      | Elmo's Christmas Countdown | Santa Claus                  | Televisiefilm    |
| 2015      | Liv and Maddie             | Mr. Clodfelter               | 1 aflevering     |
| 2016-2018 | Kevin Can Wait             | Kevin Gable                  | 48 afleveringen  |
| 2021      | The Crew                   | Kevin Gibson                 | 10 afleveringen  |

- Biblioteca Nacional de España: XX4698280
- Bibliothèque nationale de France: cb15048538p (data)
- Gemeinsame Normdatei: 133559521
- International Standard Name Identifier: 0000 0001 1662 6348
- Library of Congress Control Number: no2005056168
- MusicBrainz: e81c8398-4b38-4519-9baf-c60f1fdd9cd4
- Nationale Bibliotheek van Tsjechië: xx0204929
- Nationale Bibliotheek van Israël: 987007352011805171
- Nationale Bibliotheek van Polen: a0000002240901
- Nederlandse Thesaurus van Auteursnamen: 333478738
- Système universitaire de documentation: 156278057
- Virtual International Authority File: 66751643
- WorldCat: E39PBJdctHqFk3fmtM4pb4dRKd